# 金盏锦香草
金盏锦香草（学名：Phyllagathis calisaurea）为野牡丹科锦香草属下的一个种。

## 扩展阅读
- 維基物種上的相關：金盏锦香草